# Дове, Генрих Вильгельм
Генрих Вильгельм Дове (нем. Heinrich Wilhelm Dove; 6 октября 1803, Лигниц — 4 апреля 1879, Берлин) — германский метеоролог. Научные исследования Дове были посвящены распределению температуры воздуха по поверхности земного шара, годовому ходу атмосферного давления, пассатам, муссонам и циклонам внетропических широт и их природе. Погоду и климат он рассматривал как результате взаимодействия и смены полярного и экваториального течений. Имел множество учеников, одним из которых был русский метеоролог А. И. Войеков.

## Биография
В 1821 году поступил в Бреславльский университет, потом в Берлинский; в 1826 году был назначен доктором физики и приват-доцентом в Кёнигсберге; в 1828 году стал экстраординарным проф. там же, в 1829 году — в Берлине, в 1845 году стал ординарным профессором там же. С 1837 года — член Берлинской академии наук; в 1848 году был назначен директором Прусского метеорологического института, затем вице-президентом Академии наук. Среди его именитых учеников Отто Уле. 
Дове известен несколькими работами по оптике и электричеству, но не они доставили ему знаменитость, а его обширные работы по метеорологии, начавшиеся в 1826 году и продолжавшиеся до смерти. Важнейшие из его работ были посвящены температуре воздуха. Он явился продолжателем Гумбольдта в исследовании средних температур и начертании изотерм, но собрал несравненно более обширные и точные данные по этому предмету, чем Гумбольдт.
Главные его работы по данному вопросу: «Temperaturtafeln» (1848), «Die Verbreitung der Wärme auf der Oberfläche der Erde» (1852, с картами изотерм года и 12 месяцев), «Die Verbreitung der Wärme in der nördl. Hemisphäre» (1855), «Die Monats- und Jahresisothermen in der Polarprojection» (1864), несколько больших статей в книге «Klimatologische Beiträge» (1857—1869) и так далее Он не ограничился вычислением средних температур разных мест и картографическим изображением, но вычислил средние температуры параллелей от 10° до 10° и отклонения температуры от этих средних (изономалы), которые также изобразил на картах. На основании средних температур параллелей Дове вычислил среднюю температуру воздуха земного шара за каждый месяц и за год и пришёл к заключению, что она всего выше в июле и всего ниже в январе. Дове нашёл, что для более точного исследования годового хода температуры нужно избрать более короткие периоды, чем месяцы, и остановился на 5 дневных средних, начиная с 1 января нового стиля.
Ещё важнее заслуга Дове по исследованию так называемых непериодических отклонений температуры. До него обычно приписывали необычайно тёплую или холодную погоду тем или другим космическим влияниям. Дове вычислил средние температуры месяцев для более 1000 станций; затем вычислил отклонения отдельных годов от многолетних средних и показал, что отклонения в одну сторону более или менее компенсируются отклонениями в другую: например, теплой зиме в Западной Европе соответствует холодная внутри Соединённых Штатов и в Восточной Сибири, или обратно, а иногда компенсация встречается и гораздо ближе. По его мнению, отклонения в ту или другую сторону зависят от различного направления воздушных течений. Этому вопросу посвящены 6 больших томов «Nichtperiodische Veränderungen der Verbreitung der Wärme auf der Erdoberfläche» и большая часть 2-го тома «Klimatologische Beiträge». Менее важны работы Дове, посвящённые суточному периоду температуры («Temperaturtafeln», «Dämmerung der Wärme in der Winternacht der Polarländer» и т. д.), актинометрии в широком смысле («Ueber den zusammenhang der Wärmeveränderung der Atmosphäre mit der Entwickelung der Pflanzen») и осадкам («Ueber die Vertheilung des Regens auf der Erdoberfläche», в «Klimatol. Beitr.», том I). О движении воздуха (ветрах, бурях) Дове писал много; он — автор знаменитого закона ветров, по которому смена ветров происходит в том же направлении, как и видимое движение Солнца, а именно: вправо в северном и влево в южном полушарии. Им же вычислены многочисленные так называемые розы ветров. В позднейших работах Дове о ветрах всё более и более выступает понятие о двух основных воздушных течениях, так называемом полярном (в северном полушарии СВ, в южном ЮВ) и экваториальном (в северном полушарии ЮЗ, в южном СЗ.), и о том, что в тропиках они расположены одно над другим (первое внизу, второе наверху), а в средних и высших широтах — одно рядом с другим, и от вытеснения одного из этих воздушных течений другим зависит наша погода.
О бурях Дове тоже писал уже в первых своих трудах и до 1850 года склонялся к мнению, что и бури средних широт — циклоны, — мнению, высказанному уже Брандесом в 1820 году. Позднее он высказал мнение, что бури умеренного пояса происходят, главным образом, в так называемом экваториальном течении, иногда в полярном, а также и при встрече их (так называемый Staustürme).
Многие работы Дове посвящены давлению воздуха: он одним из первых обратил внимание на годовой ход давления и собрал большой материал по этому вопросу. Он же первый указал на то, что летний муссон Индии зависит от разрежения воздуха в Центральной Азии. Начиная с конца 40-х годов XIX века влияние Дове было так же велико в метеорологии, как влияние Берцелиуса в химии в 30-х годах того же столетия, особенно в Германии. Новые направления в метеорологии, как-то: синоптические работы и применение законов механики и термодинамики — не одобрялись им, и его влияние мешало распространению нового направления науки в Германии. Дове преподавал метеорологию не только в университете, но и в военной академии. Он был блестящим лектором; его публичные лекции всегда привлекали многочисленных слушателей. Его сочинения отличаются ясным, нередко блестящим изложением, столь редким в то время у немецких учёных.
Кроме названных работ, Дове напечатал много других по физике и метеорологии в «Pogg. Ann.» и в редактированном им «Repertorium der Physik» и в изданиях Берлинской академии наук, и по метеорологии в «Preussische Statistik», «Zeitschr. der Preuss. Statist. Bureau», «Zeitschr. für Allgemeine Erdkunde», «Zeitschr. der Oesterr. Ges. f. Meteorologie». Следует ещё упомянуть следующие работы: «Unters. im Gebiete der Induktionselektricität»; «Eiszeit, Föhn und Scirocco»; «Der schw. Föhn»; «Rückfälle der Kälte im Mai» (1856); «Ueber Mass u. Messen»; «Wirkungen aus der Ferne»; «Darstellung der Farbenlehre» (1853); «Optische Studien» (1859); «Der Kreislauf des Wassers auf der Oberfl. der Erde».
В 1857 году по представлению ИРГО ему был пожалован орден Св. Станислава 2-й степени.

## Память
В 1935 г. Международный астрономический союз присвоил имя Генриха Дове кратеру на видимой стороне Луны.